# Exosphaeroma laevisculum
Exosphaeroma laevisculum är en kräftdjursart som först beskrevs av Heller 1868.  Exosphaeroma laevisculum ingår i släktet Exosphaeroma och familjen klotkräftor. Inga underarter finns listade i Catalogue of Life.